# Fernand Blaise
Fernand Blaise (7 februari 1925 - 10 februari 1991) is een voormalig Belgisch voetballer. Blaise was een verdediger.

## Loopbaan
Blaise genoot zijn jeugdopleiding bij Club Amay Sportif, maar maakte in 1943 de overstap naar Standard Luik. Daar speelde hij dertien seizoenen als verdediger en won hij in 1954 de Beker van België. Na het afscheid van Fernand Massay in 1953 werd hij kapitein bij de Luikenaars, tot Jean Mathonet in 1954 de kapiteinsband overnam. Blaise stopte in 1956 met voetballen.
Blaise werd tussen 1949 en 1953 vijfmaal opgeroepen voor de Rode Duivels. Hij speelde zijn enige interland ooit op 25 mei 1953 tegen Finland, waar hij 90 minuten op het veld stond.
Blaise overleed op 10 februari 1991 op 66-jarige leeftijd.

## Erelijst
| Beker van België | 1x | 1954 |